# Triumph Daytona 650
La Triumph Daytona 650 è una motocicletta di media cilindrata (646 cm³) prodotta dalla casa motociclistica inglese Triumph dal 2005 al 2006.

## Descrizione
La moto monta un motore a quattro cilindri in linea da 646 cm³ dotato di sistema di raffreddamento a liquido che produce una potenza massima di 114 CV ed eroga una coppia di 68 Nm. La distribuzione è a due alberi a camme in testa (DOHC) a 16 valvole, 4 per cilindro, che viene gestito da un cambio a sei rapporti ad innesti frontali.
I due freni a disco flottanti all'anteriore hanno un diametro di 308 mm e vengono azionati da pinze a 4 pistoncini. Sul posteriore è presente un freno a disco con un diametro di 220 mm e una pinza a doppio pistoncino.  Gli pneumatici all'avantreno misuravano 120/70 ZR 17 mentre al retrotreno 180/55 ZR 17.